# Subhyracodon

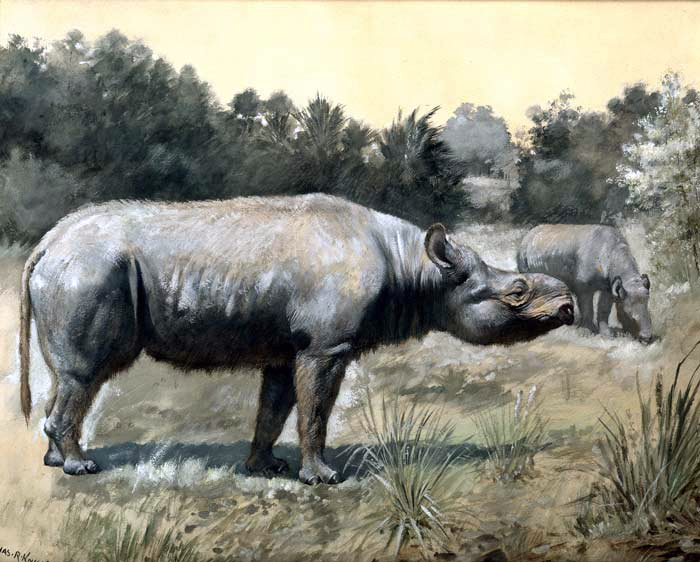
Реконструкція

Subhyracodon — вимерлий рід безрогих носорогів. З довжиною 2.4 м і вагою приблизно 381.3 кг (у S. mitis) це була травоїдна тварина розміром з тапіра на рівнинах раннього олігоцену Південної Дакоти 33 мільйони років тому (фауна Уайт-Рівер). Він співіснував з іншими непарнопалими, такими як коні, бронтотери та халікотери. Субгіракодон не мав рогів, тому він більше покладався на свою швидкість, щоб втекти від хижаків, але вид, знайдений у національному парку Вітряна печера, мав пару кісткових носових виступів. Рід Caenopus і види, які спочатку згадувалися як Aceratherium, були синонімічні до Subhyracodon.